# Micropholis garciniifolia
Espèce
Statut de conservation UICN

 NT : Quasi menacé
Classification phylogénétique
Micropholis garciniifolia est une espèce de plantes à fleurs de la famille des Sapotaceae. C'est un arbre originaire de Porto Rico.

## Description
C'est un arbre.

## Répartition
Endémique des étages supérieurs des forêts secondaires anciennes et non perturbées de la Sierra de Naguabo et la Sierra de Luquillo.

## Conservation
Potentiellement menacé par la destruction de l'habitat.